# رافائلا
رافائلا (به اسپانیایی: Rafaela) شهری در کشور آرژانتین، استان سانتا فه است که در سال ۲۰۰۹ میلادی، حدود ۸۲٬۴۱۶ نفر جمعیت داشته است.